# 瞳 (大原櫻子の曲)
「瞳」（ひとみ）は、日本の歌手・大原櫻子の2作目のシングル。

## 概要
- 前作「サンキュー。」から1ヶ月半ぶり、アルバム『HAPPY』からの先行シングル。
- 初回限定盤と通常盤の2形態で発売され、初回限定盤には表題曲のミュージック・ビデオを収録したDVDが付属された。
- 大原櫻子（from MUSH&Co.）名義の「頑張ったっていいんじゃない」以来2作ぶりにオリコントップ10入り、MUSH&Co.の「明日も」以来3作ぶりにオリコン月間ランキングにランクインした。
- この楽曲で第66回NHK紅白歌合戦に初出場を果たした。

## 収録曲
1. 瞳 [5:05]
作詞：大原櫻子、亀田誠治
作曲・編曲：亀田誠治
第93回全国高等学校サッカー選手権大会 応援歌として採用された[1][2]。前作「サンキュー。」に引き続き作曲・プロデュースを亀田誠治が務め、作詞は亀田誠治との共作で大原櫻子本人も参加した[3]。なお、大原櫻子はこの楽曲で初めて作詞に取り組んだ[3][4]。通常同大会の応援歌は、各都道府県予選の決勝戦中継のエンディングでも使われることが多いが、この曲については予選期間中に発表と制作が間に合わず、全国大会から使用された[5]。
大原は制作前に実際に高校サッカーを観に行き、ボールを追う選手のまなざし、試合を見守る応援席の瞳、監督の選手に向ける瞳が印象的だったこともあり、タイトルには、まっすぐな思いを届るという意味が込められている。
PVはCHOKUが監督を務め、タイアップ先の開幕戦が行われた東京・駒沢オリンピック公園陸上競技場にて撮影された。
2. 瞳 (Acoustic Piano ver.) [5:52]
作詞：大原櫻子、亀田誠治
作曲：亀田誠治
編曲：小名川高弘
3. 瞳 (Instrumental) [5:01]
作曲・編曲：亀田誠治
表題曲のインストゥルメンタル。

## 参加ミュージシャン
- 大原櫻子：Vocal (#1,2)
- 河村"カースケ"智康：Drum (#1,3)
- 亀田誠治：Bass (#1,3)
- 西川進：Guitar (#1,3)
- 小倉博和：Guitar (#1,3)
- 皆川真人：Piano (#1,3)
- 金原千恵子ストリングス：Strings (#1,3)
- 豊田泰孝：Manipulator (#1,3)

## タイアップ
- 日本テレビ系列スポーツ中継番組『第93回全国高等学校サッカー選手権大会』応援歌 (#1)

## 収録アルバム
- HAPPY (#1)